# Zappa in New York
Zappa in New York är ett livealbum med Frank Zappa inspelat i december 1976. Det släpptes på LP i mars 1978. På skivan medverkar också bland andra Brecker Brothers och trummisen Terry Bozzio samt den kvinnliga slagverkaren Ruth Underwood. 1991 släpptes skivan igen i form av en dubbel-CD med fem extraspår som inte var med på originalutgåvan. Ett av dessa, "Punky's Whips", var från början tänkt att vara med på originalutgåvan, men ströks av Zappas dåvarande skivbolag.

## Låtlista
Alla låtar skivna av Frank Zappa

### Original-LP:n
Sida ett
1. "Titties & Beer" - 5:39
2. "I Promise Not to Come in Your Mouth" - 2:50
3. "Big Leg Emma" - 2:17

Sida två
1. "Sofa" - 3:15
2. "Manx Needs Women" - 1:40
3. "The Black Page Drum Solo/Black Page #1" - 4:06
4. "Black Page #2" - 5:31

Sida tre
1. "Honey, Don't You Want a Man Like Me?" - 4:15
2. "The Illinois Enema Bandit" - 12:31

Sida fyra
1. "The Purple Lagoon" - 16:57

### CD-utgåvan
CD 1
1. "Titties & Beer" - 7:36
2. "Cruisin' for Burgers" - 9:12
3. "I Promise Not to Come in Your Mouth" - 3:32
4. "Punky's Whips" - 10:51
5. "Honey, Don't You Want a Man Like Me?" - 4:12
6. "The Illinois Enema Bandit" - 12:41

CD 2
1. "I'm the Slime" - 4:24
2. "Pound for a Brown" - 3:41
3. "Manx Needs Women" - 1:51
4. "The Black Page Drum Solo/Black Page #1" - 3:50
5. "Big Leg Emma" - 2:17
6. "Sofa" - 2:56
7. "Black Page #2" - 5:36
8. "The Torture Never Stops" - 12:35
9. "The Purple Lagoon/Approximate" - 16:40